# Lagothrix lugens
Lagothrix lugens är en primat i släktet ullapor som förekommer i Colombia. Djuret har en svartbrun till grå pälsfärg.
Arten vistas i tropiska regnskogar, galleriskogar och andra skogar på bergssluttningar. Den når där upp till 3000 meter över havet. Födan utgörs främst av frukter som kompletteras med blad, blommor, nektar, bark och andra växtdelar. Individerna bildar flockar som har ungefär 15 till 30 medlemmar. Honor kan para sig när de är fem till sex år gamla men den första lyckade födseln sker oftast 1 till 1,5 år senare. Sedan kan de föda vart tredje år.
Lagothrix lugens jagas för köttets skull och hotas dessutom av habitatförändringar när skogen omvandlas till odlingsmark. IUCN uppskattar att beståndet minskar med 80 procent under de kommande 45 åren och listar arten som akut hotad (CR). För att bevara arten listas den i appendix II av CITES och dessutom inrättades några nationalparker.